# Asparagus griffithii
Asparagus griffithii är en sparrisväxtart som beskrevs av John Gilbert Baker. Asparagus griffithii ingår i släktet sparrisar, och familjen sparrisväxter. Inga underarter finns listade i Catalogue of Life.